# 디아데모돈
디아데모돈(Diademodon)은 트라이아스기 중기에 살았던 키노돈트 중 하나이며, 이들의 길이는 약 2m였다.

## 특징

### 식성
오랫동안 디아데모돈은 주로 초식동물로 전해져 내려왔는데 이들이 잡식성이었을 수 있다는 증거가 있음에도 불구하고, 디아데모돈의 식단에 대해서는 현재까지 명확한 결론이 내려지지 않고 있다. 그 이유는 디아데모돈의 치아 때문이다. 디아데모돈에게는 송곳니가 있었으나 채식에 적합한 것으로 생각되었다. 그리고 이들이 살았던 생태계는 캐노피 밀도가 높은 숲으로 알려져 있는데 이들이 먹는 물은 계곡, 강, 호수에서 구하는 것으로 추정된다. 이에 대한 해석은 여러가지가 있지만 현재로서는 디아데모돈이 생애 대부분을 물속에서 보내지는 않았지만 이들이 쉽게 구할 수 있는 산소 함량 낮은 얕은 물속의 해초를 먹었던 것으로 추정된다.